# Chloe (chanson)

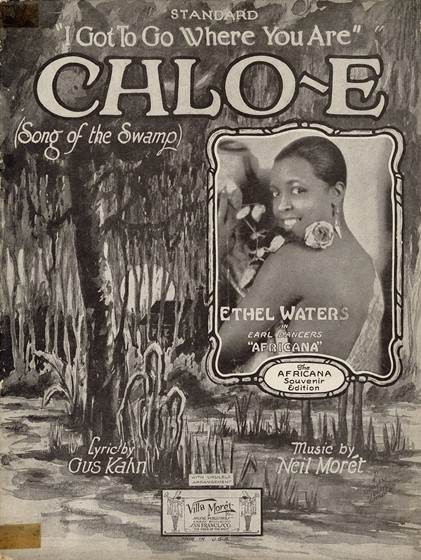
Chloe, couverture de la partition de la « chanson du marais », illustrée avec la photographie de son interprète Ethel Waters.

Pour les articles homonymes, voir Chloé.
Chloe (Song of the Swamp) (1927) est une chanson américaine populaire et un standard de jazz, sur une musique de Charles N. Daniels (en) et des paroles de Gus Kahn.

## Histoire
Cette « chanson du marais » ((en) Song of the Swamp) provient de la comédie musicale Africana, créée à Broadway le 11 juin 1927, par le producteur-chorégraphe Earl Dancer et le musicien Donald Heywood (en), avec en vedette la chanteuse Ethel Waters, et une troupe, les Creole Follies. La graphie originelle de ce morceau est Chlo-e. Cependant, les producteurs vont écarter cette chanson de la nouvelle mouture d'Africana en 1934, qui, à l'origine, comportait des parties chantées en français. Waters n'a jamais enregistré l'air de Chloe pour l'industrie du disque.
Cet air est censé introduire le spectacle, une indication de mise en scène précise qu'il est triste, mais ne dit pas si c'est un homme ou une femme qui doit interpréter le chant principal, accompagné de chœurs.  Les paroles racontent une quête, on recherche Chloe, perdue dans les marais, et que l'on doit tout faire pour retrouver. Ce thème bucolique est emprunté à la légende de Daphnis et Chloé, plusieurs fois porté sur la scène depuis le XVIIIe siècle.
Le premier enregistrement vocalisé notable est celui de Douglas Richardson pour la Columbia en septembre 1927, suivi de celui d'Eva Taylor en 1928 ; la partition est alors imprimée, avec Gus Kahn (paroles) et Charles N. Daniels (compositeur) crédités, ce dernier prenant le pseudonyme de Neil Morét (du nom de l'imprimerie qui lui appartenait, la Villa Morét).
Dans les années 1930, Chloe devient un standard.
La version pour orchestre seul la plus célèbre est sans doute celle de Duke Ellington, composée en 1940. Elle aurait inspiré Boris Vian pour le personnage de Chloé, pour son roman L'Écume des jours (1947), dans lequel il y est fait plusieurs fois référence.
Une autre version célèbre est celle de Spike Jones et ses City Slickers, burlesque à souhait, pour le film Bring On The Girls (1945).